# 马默杜克-沃克决斗
- 约翰·马默杜克
- 卢修斯·沃克

1863年9月6日，联盟军将领約翰·馬默杜克与卢修斯·沃克在阿肯色州小岩城附近决斗，史称马默杜克-沃克决斗（英語：Marmaduke–Walker duel）。肇因為同年7月4日的海伦娜之战期間先因马默杜克指责沃克不支援他的部队，並在获知联盟军决定撤退时不通知沃克而導致二人之間關係緊張。在联邦軍向小岩城进军之际，马默杜克受命听从沃克指挥，但后者在布朗斯维尔之战撤退时又不掩护马默杜克；在8月27日拜乌梅托之战后，马默杜克质疑沃克战时表现懦弱，並经朋友转交手信後决定决斗。沃克最后重伤而死，而马默杜克被捕后获释，並在南北战争结束后当上密苏里州州长。

## 背景
此次決鬥中的约翰·马默杜克（英語：John Sappington Marmaduke）生於1833年密蘇里州萨林县阿罗罗克附近，並先後進入耶鲁大学和哈佛大学就讀。1857年馬馬杜克从西点军校毕业，並在之後加入美国陆军參與猶他戰爭。南北战争爆發後從美国陆军退伍，並轉而加入美利堅聯盟國的密苏里州民兵，经过6月17日布恩维尔之战后退伍加入联盟军。马默杜克在阿肯色州任中校後晋升上校，並在夏羅之役中带领联盟军第3步兵团，但因在戰役中负伤而休养数月。马默杜克康復之後於1862年11月15日晋升准將。同年12月7日的普雷里格罗夫之战是马默杜克回归第一战，1863年他两次带队突袭密苏里州，还参與了7月4日海伦娜之战。
另一位卢修斯·沃克（英語：Lucius Marshall "Marsh" Walker）生於1829年田纳西州摩利县哥伦比亚，与美国总统詹姆斯·诺克斯·波尔克是亲戚。他於1850年从西点军校毕业，1852年退役並回到田纳西州经商。1861年加入联盟军后擔任田纳西州第40步兵团中校，並於1861年11月11日晋升上校。沃克在孟菲斯服役期间晋升准将，若论资排辈其晋升时间可追溯至1862年3月11日前。沃克因病而未参与夏罗之役，随后投身科林斯围城战和法明顿之战。沃克與田纳西军团司令布雷斯顿·布瑞格关系不佳，且布瑞格根本不信任沃克的带兵能力。沃克之后被调到泛密西西比军区，並在1863年3月报到。
沃克本应在海伦娜之战率骑兵旅保护马默杜克的部隊左側，但联盟军进攻时马默杜克的部隊遭纵向火力狙击，沃克則出于担心自身部隊安危而没有前去支援马默杜克。愤怒的马默杜克在联盟军撤退之际不通知沃克，導致许多沃克麾下的骑兵差点在联邦军反击时被俘。沃克在报告中自称有妥善保护马默杜克侧翼，但提奥菲卢斯·霍姆斯中将发布的总体报告认为沃克在沒有正當理由的情況下未尽到保护马默杜克侧翼的責任，马默杜克在报告中則指责沃克拖后腿导致他未达成战斗目标。至此沃克与马默杜克转入敌对。

## 决斗

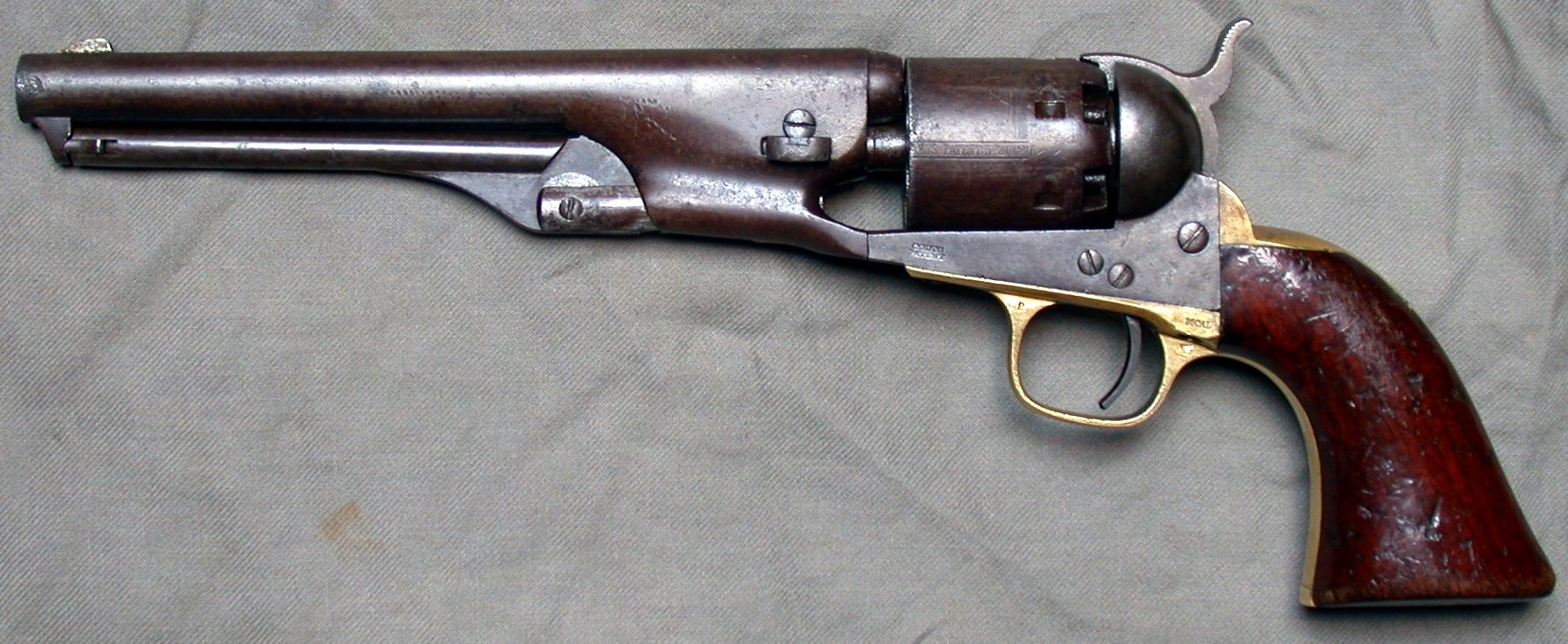
决斗采用柯尔特M1861海军型转轮手枪

1863年7月，弗雷德里克·斯蒂尔少将出任阿肯色州境内联邦军司令，总部设在海伦娜。斯蒂尔打算控制阿肯色河，联盟军深知小岩城很可能是敌方目标。霍姆斯因病将小岩城指挥权移交斯特林·普莱斯少将。普莱斯命令构建新防线，派马默杜克和沃克分别带骑兵观察和干扰联邦军行动。斯蒂尔所部8月10至11日离开海伦娜，路上还有约翰·戴维森统领的骑兵增援。眼看部下饱受疾病折磨，斯蒂尔决定前往更卫生的地方，派戴维森所部骑兵跨越阿肯色河。普莱斯8月23日命令马默杜克带队并入沃克所部，资历更深的沃克指挥。
戴维斯所部在8月25日的布朗斯维尔之战逼退马默杜克。沃克与马默杜克撤离布朗斯维尔途中决定马默杜克带兵把联邦军引入树林，沃克所部伺机突袭。然而沃克继续撤退根本没按计划行事，马默杜克差点被俘。两天后联盟军在拜乌梅托之战挡住联邦军，烧毁梅托河上大桥，但经过此役联盟军当晚已退守距小岩城不足八公里位置。马默杜克在拜乌梅托之战时想和沃克谈谈，但不便在作战时抛开部下，要求沃克到前线一叙，对方根本没理他，令马默杜克非常愤怒。他申请调离沃克手下，计划遭拒就辞职，普莱斯同意申请。两天后，据称马默杜克的助手在沃克总部透露，马默杜克自称“赢得拜乌梅托之战”，还称沃克“表现就像天杀的懦夫”。另一助手表示马默杜克没说过这种话，但沃克心中已经认定。
沃克要求马默杜克解释，两人的朋友帮忙转交手信，分别是马默杜克的友人约翰·摩尔，沃克的朋友、大卫·克洛科特之孙罗伯特·克洛科特。马默杜克在信中表示，沃克在拜乌梅托之战和布朗斯维尔之战的所作所为令他决定申请调离，只是没说过“懦夫”这种话，但用史学家海伦·特里皮的话来说，马默杜克“愿对上述说法能得出的任何推论负责”。马默杜克还表示，沃克在拜乌梅托之战为回避任何危险采取的行动已经超出谨慎所能解释。沃克对马默杜克的解释不满意，交流最后以约定決鬥收场，哪怕这在阿肯色州不合法。文献对哪方提出决斗说法不一，有称沃克提出马默杜克同意，也有称克洛科特与摩尔自行安排，根本没预先和两位将军商量。决斗条款规定，每人将由助手和朋友各一人陪同，现场会有两名医生，使用的武器是柯尔特M1861海军型转轮手枪，用圆形而非锥形弹。双方相距15步，任何一方中枪时决斗中止，否则就要持续到枪中子弹打完但不得超过五分钟。据史学家迪克·斯图尔特记载，考虑到决斗采用的武器，相隔仅15步可谓非常近。规则定下这么近的距离完全是因为马默杜克近視。沃克的助手是克洛科特，马默杜克是摩尔。
普莱斯当晚听到消息后命令两人第二天留在各自指挥部，但沃克没接到命令，马默杜克没理睬。两人9月6日早上在距小岩城11公里的阿肯色河北岸农场决斗，双方第一枪均未命中，马默杜克第二枪打中，对手倒地时手枪走火。克洛科特宣布决斗结束并跪在沃克身旁，后者自认死亡在即。子弹命中右肾并嵌入脊柱，伤者腰部以下瘫痪。医生宣布沃克伤势无救，马默杜克带来的救护车上午十点把沃克送到小岩城。沃克次日死亡，普莱斯逮捕马默杜克和两名决斗助手，其中逮捕马默杜克的罪名是谋杀。随着战事进展，马默杜克的部下请求开释，逮捕撤消，马默杜克受命统领普莱斯手下骑兵，所有指控后来取消。决斗对联盟军士气不利，马默杜克与普莱斯关系恶化。据史学家戴安娜·舍伍德所述，这是阿肯色州史上“最后一场值得一提的决斗”。19世纪80年代末克洛科特出版著作，决斗详情才全面公开。

## 影响
9月9至10日，戴维斯指挥三个骑兵旅跨过阿肯色河，接著斯蒂尔於9月10日带兵沿河北岸推进。邦聯軍則由普莱斯上午11点带兵渡河，开始撤离小岩城。马默杜克在福什河口之战为普莱斯撤退争取时间，联盟军下午五点已全部撤出，小岩城民事政府七点向联邦军投降。接替沃克位置的阿奇博尔德·多宾斯上校在福什河口之战拒绝听从马默杜克指挥冲锋，被捕后获普莱斯开释。马默杜克继续在联盟军服役，1864年10月25日在矿溪之战被俘，囚禁期间晋升少将。内战结束后他从事商业和新闻工作，是密苏里铁路委员会委员，1884年当选密苏里州州长，1887年在任上去世。2015年，马默杜克-沃克决斗地点立起纪念牌匾。

## 脚注
1. ↑  Warner 1987，第211–212頁.
2. ↑  Kennedy 1998，第19–20頁.
3. 1 2  John Sappington Marmaduke.
4. 1 2  Warner 1987，第212頁.
5. ↑  Wolfe 2020.
6. ↑  Warner 1987，第30, 321–322頁.
7. ↑  Warner 1987，第30頁.
8. ↑  Bender 2020.
9. ↑  Warner 1987，第322頁.
10. ↑  Bearss 1961，第260頁.
11. 1 2  DeBlack 1994，第79–81頁.
12. ↑  Huff 1964，第36–37頁.
13. ↑  Watts 1999，第52頁.
14. ↑  DeBlack 1994，第89–90頁.
15. 1 2 3  DeBlack 1994，第90–92頁.
16. ↑  Huff 1964，第37頁.
17. ↑  Huff 1964，第38頁.
18. 1 2 3  Trimpi 2010，第185頁.
19. 1 2  DeBlack 1994，第92頁.
20. 1 2  LeMasters 2002，第51頁.
21. ↑  Watts 1999，第54頁.
22. 1 2 3  Huff 1963，第231頁.
23. ↑  Sherwood 1947，第189頁.
24. ↑  Bowks de la Rosa 2015.
25. ↑  Huff 1964，第41–42頁.
26. ↑  Stroud 2017.
27. ↑  Steward 2000，第194頁.
28. 1 2  Huff 1964，第43頁.
29. 1 2  Huff 1963，第231, 233頁.
30. ↑  Watts 1999，第55頁.
31. ↑  Huff 1964，第44頁.
32. ↑  Welsh 1995，第226頁.
33. ↑  Huff 1964，第45頁.
34. 1 2  LeMasters 2002，第56頁.
35. ↑  Castel 1993，第156頁.
36. ↑  Sherwood 1947，第196頁.
37. ↑  DeBlack 1994，第93–94頁.
38. ↑  Huff 1964，第46頁.
39. ↑  Huff 1964，第48頁.
40. ↑  Schnedler 2019.
41. ↑  Staff of the Encyclopedia of Arkansas History & Culture 2021.